# Taunusquarzit

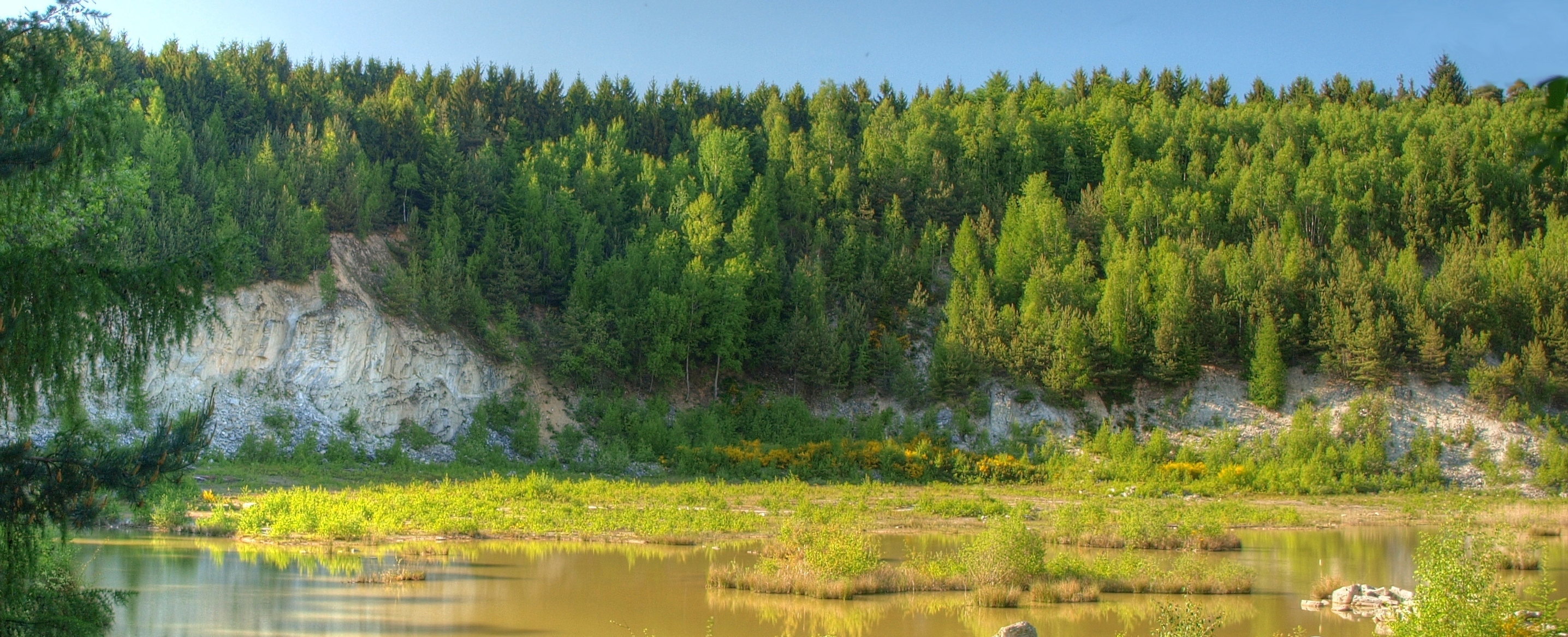
Angeschnittener Taunusquarzit in einem auflässigen Steinbruch bei Rosbach vor der Höhe am östlichen Ende des Hochtaunus’.

Der Taunusquarzit ist eine marin-sedimentäre Gesteinseinheit des Devons im südlichen Rheinischen Schiefergebirge.

## Geographische und stratigraphische Position

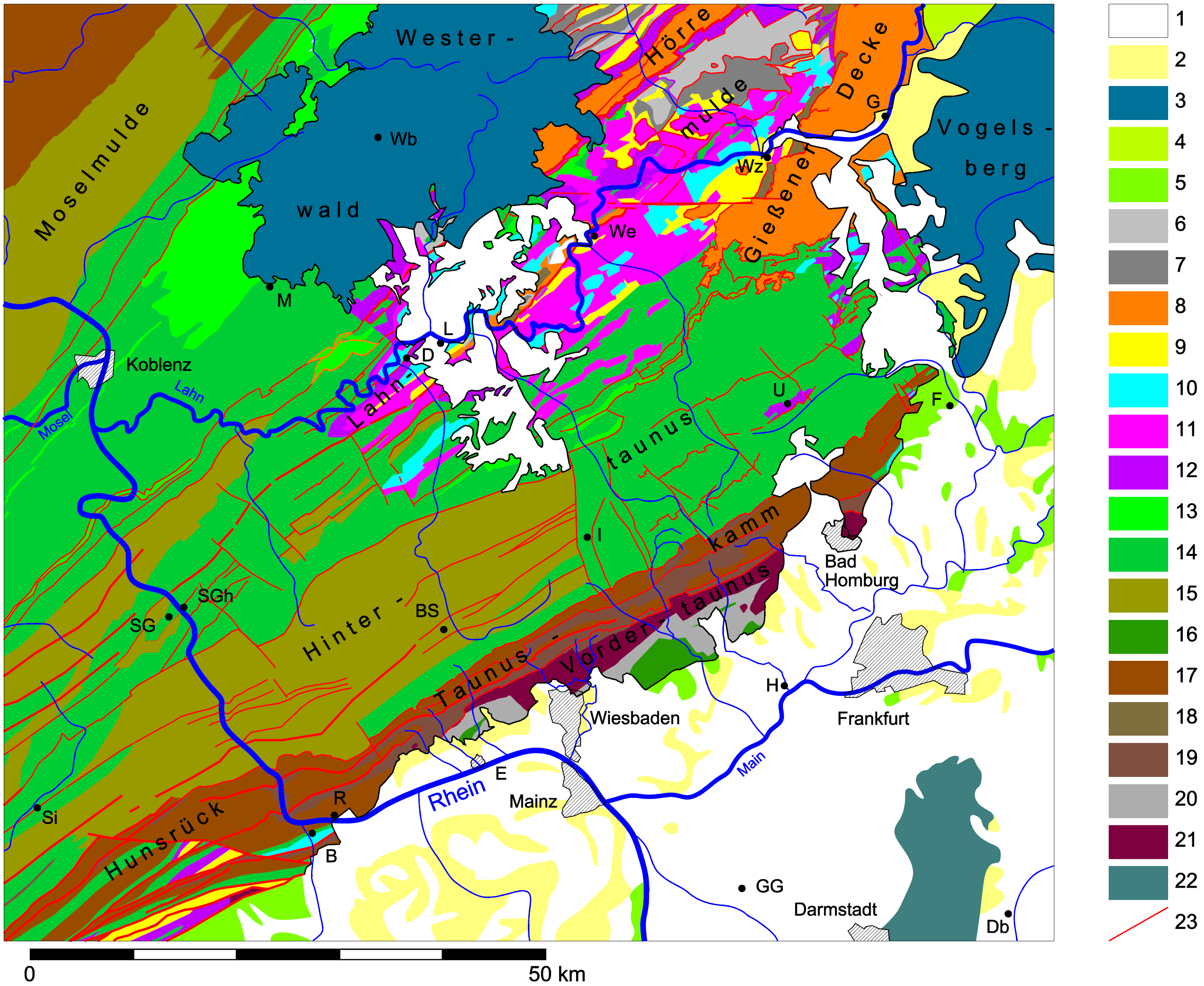
Geologische Karte des Taunus. markiert den Ausbiss der Siegen-Stufe (unten links bis Mitte rechts), innerhalb dessen auch der Taunusquarzit liegt

Der Ausbiss des im Schnitt 600 m mächtigen Taunusquarzites zieht sich nahe dem Südrand des Rheinischen Schiefergebirges über fast 200 km in nordöstlich-südwestlicher Richtung vom namensgebenden Taunus rechts des Rheins (Hessen) über den Hunsrück links des Rheins (Rheinland-Pfalz und äußerster Norden des Saarlandes) bis an die Mosel im gleichnamigen französischen Departement.
Der Taunusquarzit wird in den mittleren und oberen Abschnitt der Siegen-Stufe des mittleren Unterdevons (Pragium) gestellt. Er folgt auf die tonig-sandigen Hermeskeil-Schichten der unteren Siegen-Stufe und wird von Tonschiefern der Ems-Stufe (u. a. Hunsrückschiefer) überlagert. Intern wird die Einheit in einen Unteren und einen Oberen Taunusquarzit gegliedert.

## Merkmale
Der Taunusquarzit ist ein sogenannter Felsquarzit oder auch Orthoquarzit, das heißt, es handelt sich nicht um ein metamorphes Gestein (Quarzit im eigentlichen Sinn oder auch Metaquarzit), sondern um einen verkieselten (durch sehr feinkristallinen Quarz zementierten) Quarzsandstein. Das im unverwitterten Zustand weißliche, hellgraue oder dunkelgraue Gestein ist meist bankig geschichtet. Angewitterte Oberflächen können bräunlich oder rötlich sein. Das Gestein enthält neben Quarzkörnern (der Quarzgehalt insgesamt kann 95 % übersteigen) meist geringe Mengen von Feldspatkörnern und Hellglimmerplättchen.

## Entstehung
Der Taunusquarzit ging aus sandigen Ablagerungen hervor, die in der „Siegen-Zeit“ vor rund 410 Millionen Jahren im vom Meer bedeckten Rhenoherzynischen Becken abgelagert wurden. Das Rhenoherzynische Becken war eine Senkungszone am südlichen Rand des im Zuge der kaledonischen Orogenese entstandenen Urkontinentes Laurussia. Das sandige Ausgangsmaterial des Taunusquarzites wurde im bewegten flachen Wasser nahe der Schönwetterwellenbasis und relativ nahe der Küste abgesetzt, bevor infolge einer allmählichen Zunahme der Wassertiefe und Küstenferne am Ende der Siegen-Zeit die Hunsrückschiefer zur Ablagerung kamen. Als Ursprungsgebiet (Liefergebiet) der Sande wird die Mitteldeutsche Kristallinschwelle erwogen, die das Rhenoherzynische Becken nach Südosten begrenzte. Im Verlauf von Jahrmillionen wurden diese Sande verdichtet und durch die Zementation mit Quarz in Felsquarzit umgewandelt. Zudem erfuhren sie im Zuge der variszischen Orogenese eine Faltung.

## Fossilinhalt
Fossilien sind nur vereinzelt zu finden, überwiegend marine Invertebraten (Schnecken, Tentakuliten, Armfüßer) und „primitive“ Fische sowie Invertebraten-Spurenfossilien, unter anderem Rosselia socialis, die als Wohnröhre eines Polychaeten gedeutet wird und deren Typlokalität an der Rossel bei Rüdesheim liegt.

## Geomorphologie
Wegen seiner Verwitterungsbeständigkeit erodiert Quarzit langsamer als Schiefergestein. Daher ist der Ausbiss des Taunusquarzites topographisch relativ auffällig. Seinem Verlauf folgen die Hochlagen im Süden des Taunus (Hoher Taunus) und des Hunsrück (Binger Wald, Soonwald, Lützelsoon, Idarwald und Hochwald). Mit dem Großen Feldberg (rund 880 m ü. NHN) und dem Erbeskopf (816 m) liegen die höchsten Berge des Taunus bzw. des Hunsrück zumindest teilweise * im Ausbiss des Taunusquarzites. Während dieser Ausbiss im Hochtaunus Teil eines effektiven hydrologischen „Querriegels“ ist, wird er im Hunsrück von mehreren Zuflüssen der Nahe durchbrochen (Guldenbach, Simmerbach, Hahnenbach). An zahlreichen Stellen bildet der Quarzit nackte Felsklippen, wie auf der Goldgrube bei Oberursel (Hochtaunus) oder in Gestalt des Mannfelsens bei Otzenhausen im Südwesten des Hunsrück.

## Verwendung

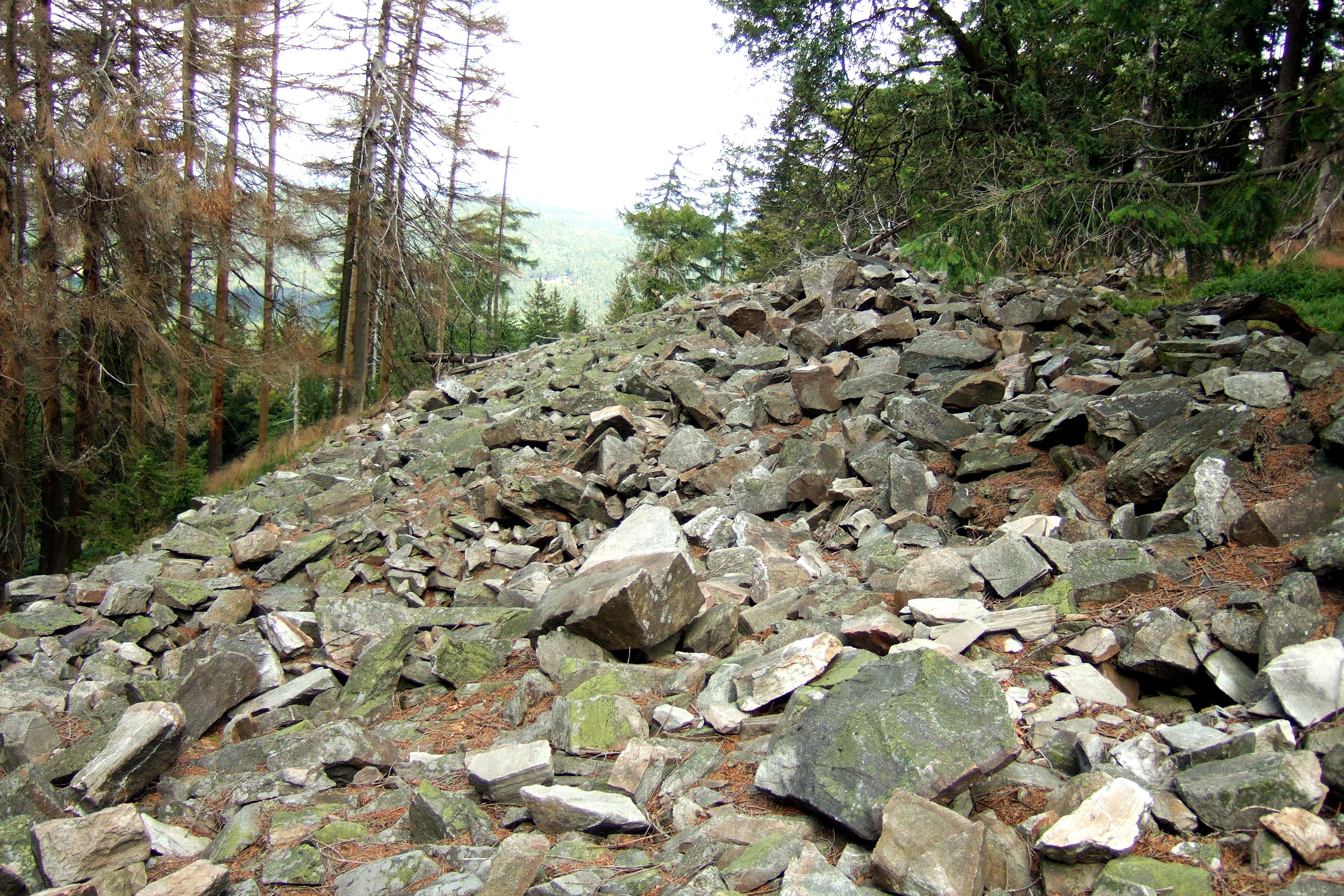
Taunusquarzit im Ringwall der Frühlatènezeit (etwa 400 v. Chr.) am Altkönig

### Baumaterial
Taunusquarzit ist ein typisches Baumaterial der Region. Er wurde in zahlreichen Steinbrüchen abgebaut. Der größte noch betriebene ist das Köpperner Quarzitwerk im östlichen Taunus, welches seit 1899 besteht und dessen Genehmigung noch bis 2040 läuft. Ebenfalls ausgedehnt ist das Argenthaler Quarzitwerk im westlichen Hunsrück.
Der Graue Stein am Cohausen-Tempel in Hofheim ist ein Block aus Taunusquarzit, der vermutlich als Menhir an seinen jetzigen Platz gebracht wurde.

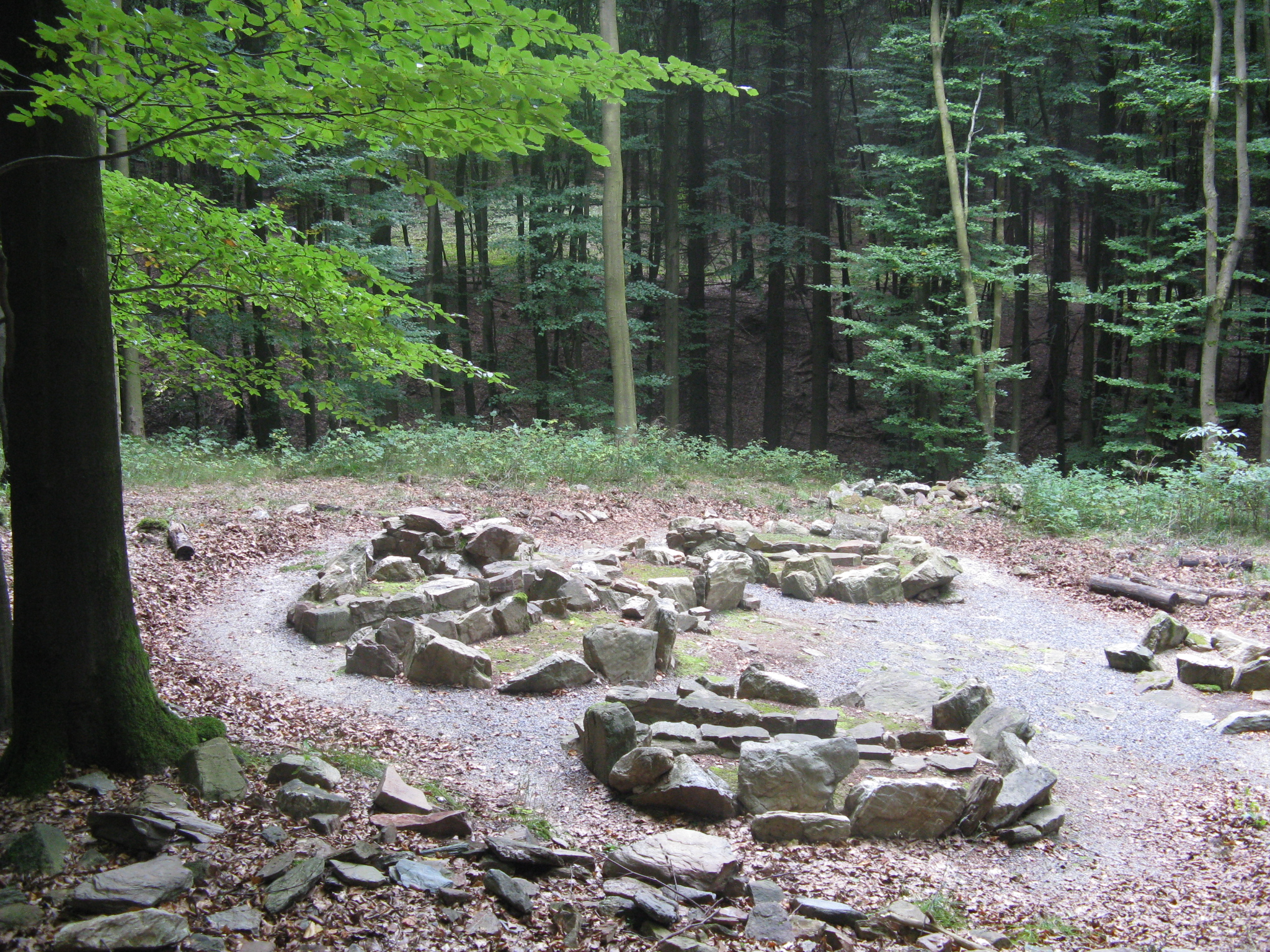
Reste der Waldglashütte Emsbachschlucht

### Glasproduktion
Quarz ist der Ausgangsstoff für Glas. Auf Glasmacher des Hochmittelalters deuten noch Ortsnamen wie Glashütten im Hochtaunus hin. Die Reste der Waldglashütte Emsbachschlucht finden sich auf dem engen Talgrund des Emsbaches (1 km Steilabstieg vom Wanderparkplatz Rotes Kreuz am Feldbergkastell). Die Glashütte bestand auf ca. 300 m2 Fläche aus einem Haupt- und vier Nebenöfen. Ihr Bestehen wird der Zeit um 1450 zugeordnet.

## Einzelbelege
1. ↑  F. Langenstrassen: Neritic sedimentation of the Lower and Middle Devonian in the Rheinische Schiefergebirge East of the River Rhine. S. 43–76 in: H. Martin, F. W. Eder (Hrsg.): Intracontinental Fold Belts: Case Studies in the Variscan Belt of Europe and the Damara Belt of Namibia. Springer-Verlag, 1983, ISBN 978-3-642-69126-3, S. 57–59.
2. ↑  Michaela Winkelmann: Palynostratigraphische Untersuchungen am Südrand des Rheinischen Schiefergebirges (Südtaunus, Südhunsrück). Herbert Utz Verlag, 2000, S. 5.
3. 1 2  Georg Dahmer: Lebensspuren aus dem Taunusquarzit und den Siegener Schichten (Unterdevon). In: Preussische Geologische Landesanstalt zu Berlin, Jahrbuch Bd. 57 (1936), 1937, S. 523–539.
4. ↑  Hans-Dirk Hahn: Fazies grobklastischer Gesteine des Unterdevons (Graue Phyllite bis Taunusquarzit) im Taunus (Rheinisches Schiefergebirge). Marburg 1990.
5. ↑  Michaela Winkelmann: Palynostratigraphische Untersuchungen am Südrand des Rheinischen Schiefergebirges (Südtaunus, Südhunsrück). Herbert Utz Verlag, 2000, S. 130–132.
6. ↑  O. Rose: Versteinerungen im Taunusquarzit des Rheintaunus. In: Jahrbuch des Nassauischen Vereins für Naturkunde, 83, 1936, S. 49–58.
7. ↑  F. Kutscher: Fossilfunde im Taunusquarzit des westlichen Soonwaldes (Hunsrück). In: Notizblatt des Hessischen Landesamtes für Bodenforschung, 3, 1952, S. 87–90.
8. ↑  Hermann Schmidt: Fischreste aus dem Taunusquarzit. In: Palaeontologische Zeitschrift, 15, Nr. 4, 1933, S. 228–245.
9. ↑  M. Schlirf, M. Nara, A. Uchman: Invertebraten-Spurenfossilien aus dem Taunusquarzit (Siegen, Unterdevon) von der „Rossel“ nahe Rüdesheim. In: Jahrbücher des Nassauischen Vereins für Naturkunde, 123, 2002, S. 43–63.
10. ↑  Taunus-Zeitung: Quarzitwerk: Neuer Pächter, 21. März 2016, abgerufen am 28. Juni 2016.
11. ↑  Taunus-Zeitung Usingen: Bis zur obersten Sohle gewandert (Memento des Originals vom 27. Juni 2016 im Internet Archive)  Info: Der Archivlink wurde automatisch eingesetzt und noch nicht geprüft. Bitte prüfe Original- und Archivlink gemäß Anleitung und entferne dann diesen Hinweis., abgerufen am 27. Juni 2016.
12. ↑  argenthaler quarzit: weißer Quarzit aus dem Hunsrück (Memento des Originals vom 28. Juni 2016 im Internet Archive)  Info: Der Archivlink wurde automatisch eingesetzt und noch nicht geprüft. Bitte prüfe Original- und Archivlink gemäß Anleitung und entferne dann diesen Hinweis., abgerufen am 28. Juni 2016.
13. ↑  Historie-Arbeitskreis-Glashütten Taunus: Glas im Hochtaunus, Überblick. Abgerufen am 28. Juni 2016.
14. ↑  Peter Steppuhn: Konservierung – Rekonstruktion – Nachbau. Zur Problematik von Schutz und Präsentation eines archäologischen Denkmals. In: Mitteilungen der Deutschen Gesellschaft für Archäologie des Mittelalters und der Neuzeit: Befund und Rekonstruktion. Bd. 22, 2010, S 211–220, doi:10.11588/dgamn.2010.1.17329, urn:nbn:de:bsz:16-dgamn-173296 (Direktlink zum PDF)